# 다테야마역 (도야마현)
다테야마역(일본어: 立山駅)은 일본 도야마현 나카니카와군 다테야마정에 위치한 도야마 지방 철도 · 다테야마 쿠로베 관광의 철도역이다. 도야마 지방 철도의 다테야마 선과 다테야마 쿠로베 관광의 다테야마 케이블 카의 기.종점역이다. 도야마 지방 철도의 경우 2면 2선 구조의 상대식 승강장, 다테야마 쿠로베 관광은 2면 1선의 두단식 승강장을 갖춘 지상역이다.

## 타는 곳
| 1 · 2 | ■ 다테야마 선 | 덴테쓰토야마 · 우나즈키온센 방면 |

## 이용 현황
| 연도 | 1일 평균 승차 인원 |
| ---- | ------------------ |
| 1995 | 628                |
| 1996 | 714                |
| 1997 | 668                |
| 1998 | 562                |
| 1999 | 503                |
| 2000 | 471                |
| 2001 | 406                |
| 2002 | 390                |
| 2003 | 387                |
| 2004 | 365                |
| 2005 | 309                |
| 2006 | 315                |
| 2007 | 308                |
| 2008 | 336                |
| 2009 | 319                |
| 2010 | 299                |
| 2011 | 265                |
| 2012 | 266                |
| 2013 | 352                |
| 2014 | 392                |
| 2015 | 591                |
| 2016 | 592                |

## 역 주변
- 다테야마 산록 스키장
- 조간지 강
- 다테야마 칼데라 사방 박물관
- 일본 국립 등산연구소

## 인접 역
| 도야마 지방 철도 ■ 다테야마 선          | 도야마 지방 철도 ■ 다테야마 선     | 도야마 지방 철도 ■ 다테야마 선 |
| --------------------------------------- | ---------------------------------- | ------------------------------ |
| 데라다 데라다 방면                      | 특급 (알펜 특급)                   | 시·종착역                      |
| 아리미네구치 데라다 방면                | 특급                               | 시·종착역                      |
| 혼구 데라다 방면                        | 쾌속 급행 · 급행 (하행선만) · 보통 | 시·종착역                      |
| 다테야마 쿠로베 관광 다테야마 케이블 카 |                                    |                                |
| 시·종착역                               | 다테야마 케이블 카                 | 비죠다이라 비죠다이라 방면     |